# Хейхе
Хейхе (кит. спр. 黑河市, піньїнь: Hēihé Shì) — місто-округ в східнокитайській провінції Хейлунцзян.

## Географія
Хейхе розташовується у центрально-північній частині провінції на річці Амур, що слугує кордоном з РФ.

### Клімат
Місто знаходиться у зоні, котра характеризується вологим континентальним кліматом з теплим літом. Найтепліший місяць — липень із середньою температурою 20 °C (68 °F). Найхолодніший місяць — січень, із середньою температурою -22.8 °С (-9 °F).
| Клімат Хейхе            | Клімат Хейхе | Клімат Хейхе | Клімат Хейхе | Клімат Хейхе | Клімат Хейхе | Клімат Хейхе | Клімат Хейхе | Клімат Хейхе | Клімат Хейхе | Клімат Хейхе | Клімат Хейхе | Клімат Хейхе | Клімат Хейхе |
| Показник                | Січ.         | Лют.         | Бер.         | Квіт.        | Трав.        | Черв.        | Лип.         | Серп.        | Вер.         | Жовт.        | Лист.        | Груд.        | Рік          |
| Середній максимум, °C   | −18          | −12          | −2           | 9            | 18           | 24           | 25           | 23           | 17           | 7            | −6           | −16,1        | 5            |
| Середня температура, °C | −23          | −18          | −8           | 3            | 11           | 17           | 20           | 18           | 11           | 2            | −11          | −21          | 0            |
| Середній мінімум, °C    | −28          | −24          | −14          | −3           | 4            | 11           | 15           | 13           | 5            | −3           | −16          | −25          | −5           |
| Норма опадів, мм        | 2            | 3            | 6            | 24           | 43           | 85           | 131          | 126          | 62           | 21           | 8            | 5            | 516          |
| ----------------------- | ------------ | ------------ | ------------ | ------------ | ------------ | ------------ | ------------ | ------------ | ------------ | ------------ | ------------ | ------------ | ------------ |
| Джерело: Weatherbase    |              |              |              |              |              |              |              |              |              |              |              |              |              |

## Адміністративний поділ
Міський округ поділяється на 1 міський район, 3 міста та 2 повіти:
| Карта                                         | Карта     | Карта      | Карта            |
| --------------------------------------------- | --------- | ---------- | ---------------- |
| Неньцзян Удаляньчи Бейань Айхуей Суньу Сюньке |           |            |                  |
| Статус                                        | Назва     | Оригінал   | Населення (2020) |
| Район                                         | Айхуей    | 爱辉区     | 223 832          |
| Місто                                         | Бейань    | 北安市     | 308 237          |
| Місто                                         | Неньцзян  | 嫩江市     | 355 528          |
| Місто                                         | Удаляньчи | 五大连池市 | 243 283          |
| Повіт                                         | Суньу     | 孙吴县     | 73 387           |
| Повіт                                         | Сюньке    | 逊克县     | 82 134           |